# Aldebaran
Aldebaran (AFI: /aldebaˈran/ o, meno comunemente, /alˈdɛbaran/; α Tau / α Tauri / Alfa Tauri) è una stella appartenente alla costellazione del Toro. Con magnitudine +0,98, è la stella più luminosa della costellazione, nonché la quattordicesima più luminosa nel cielo notturno. Distante circa 66,64 anni luce dalla Terra, è una gigante arancione di classe spettrale K5 III, circa 500 volte più luminosa del Sole e una quarantina di volte più grande. Si tratta in realtà di una stella doppia, giacché la principale possiede una piccola e debole compagna.
Aldebaran sembra visualmente associata all'ammasso delle Iadi, ma si trova in realtà molto più vicina a noi e l'associazione è data solo dalla prospettiva.
Il suo nome deriva dalla parola araba al-Dabarān (لدبران), "che sta dietro", in riferimento al modo in cui la stella appare nelle vicinanze e subito dopo l'ammasso delle Pleiadi nel loro moto notturno. Astrologicamente, Aldebaran era una stella considerata fortunata, apportatrice di ricchezze e onori. Dal 3000 a.C. per i Persiani era considerata, insieme ad Antares, Regolo e Fomalhaut, una delle quattro "stelle regali".

## Osservazione
Si presenta come una stella di colore arancio, una tra le più facili da individuare nel cielo notturno, sia per la sua grande luminosità che per l'associazione con uno degli asterismi più noti della volta celeste: la Cintura di Orione; se si traccia una linea che passa per le tre stelle che formano la Cintura da sinistra a destra (nell'emisfero boreale) o da destra a sinistra (nell'emisfero australe), la prima stella brillante che si incontra è Aldebaran. Nell'altra direzione la prima stella brillante che si incontra è invece Sirio.
Aldebaran appare anche come la più luminosa delle Iadi, l'ammasso aperto che con le sue stelle disposte a forma di V marca la testa del Toro. Si tratta però solo di un'associazione apparente in quanto Aldebaran è sulla linea di vista tra la Terra e le Iadi, che si trovano in realtà a una distanza doppia rispetto a quella in cui si trova Aldebaran. A poco più di una decina di gradi a nord-ovest di Aldebaran e delle Iadi è possibile osservare un altro fra i più noti ammassi aperti del cielo: le Pleiadi. Prolungando inoltre il ramo della figura a forma di V formata dalle Iadi su cui si trova Aldebaran si incontra ζ Tauri a circa 15°, mentre prolungando l'altro ramo si incontra, più o meno alla stessa distanza, la luminosa Elnath, ai confini con la costellazione dell'Auriga. Queste due stelle marcano le corna del Toro.
Con una declinazione di 16° 30' N, Aldebaran è una stella appartenente all'emisfero boreale. Data tuttavia la sua relativa vicinanza all'equatore celeste le sue possibilità di osservazione nell'emisfero australe sono ampie: è invisibile solo più a sud del 74º parallelo, cioè solo nelle regioni antartiche. Tuttavia apparirà bassa all'orizzonte nord nelle regioni più meridionali dell'Argentina, del Cile e della Nuova Zelanda. D'altra parte una tale posizione fa sì che Aldebaran risulti circumpolare, solo nelle regioni artiche e in quelle più settentrionali della Russia, della Groenlandia, del Canada e dell'Alaska. Il 1º giugno il Sole passa pochi gradi a nord di Aldebaran: di conseguenza i mesi migliori per l'osservazione di questa stella sono quelli in cui il Sole si trova nella parte opposta dell'eclittica, cioè quelli che corrispondono all'inverno boreale. In particolare, i mesi più favorevoli per la sua osservazione sono dicembre e gennaio, ma è comunque osservabile, anche se non sempre per l'intera notte, nel periodo che va da ottobre ad aprile; la sua discesa ad ovest subito dopo il tramonto del Sole indica l'approssimarsi dell'estate boreale.

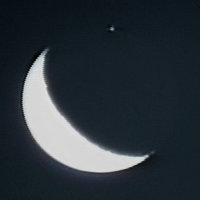
Aldebaran (in alto) fa la sua ricomparsa dopo un occultamento lunare nel luglio 1997.

Questa vicinanza all'eclittica comporta la possibilità da parte di Aldebaran di poter essere occultata dalla Luna. Solo altre tre stelle di prima magnitudine, Spica, Antares e Regolo, condividono questa proprietà con Aldebaran, la più luminosa fra di esse. Tali occultazioni avvengono quando il nodo ascendente è vicino all'equinozio autunnale. L'occultazione del 22 settembre 1978 fu sfruttata per calcolare una stima del diametro della stella. La successiva si è verificata nel 2015. Avendo avuto notizia che una di queste occultazioni era stata osservata ad Atene nel 509 d.C., l'astronomo inglese Edmond Halley calcolò nel 1718 che, perché quell'evento fosse stato possibile, Aldebaran avrebbe dovuto trovarsi in una posizione differente, diversi primi d'arco più a nord, rispetto a quella in cui la osservava nella sua epoca. Egli concluse che la stella si era quindi spostata nei secoli trascorsi dall'evento. Halley aveva scoperto il moto proprio delle stelle.

## Ambiente galattico

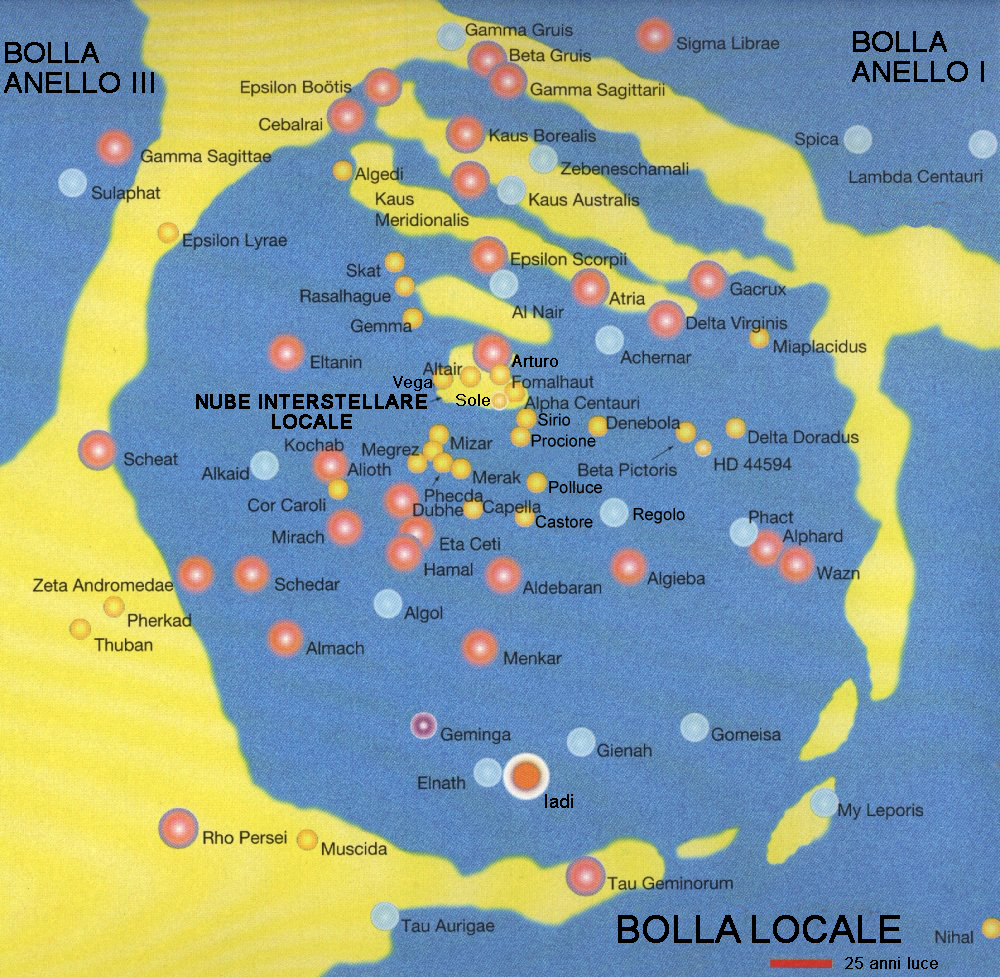
La struttura della Bolla Locale. Si apprezza la posizione di Aldebaran, del Sole e di altre stelle. L'immagine è orientata in modo che le stelle più vicine al centro galattico si trovano nella parte alta della stessa.

Trovandosi relativamente vicino al Sole, Aldebaran ne condivide lo stesso ambiente galattico. In particolare, si trova come il Sole all'interno della Bolla Locale, una "cavità" del mezzo interstellare presente nel Braccio di Orione, uno dei bracci galattici della Via Lattea. Le coordinate galattiche di Aldebaran sono 180,97° e 20,24°. Una longitudine galattica di circa 180° significa che la linea ideale che congiunge il Sole e Aldebaran, se proiettata sul piano galattico, forma con la linea ideale che congiunge il Sole con il centro galattico un angolo di quasi 180°. Ciò significa che, preso il Sole come punto di riferimento, il centro galattico e Aldebaran si trovano in direzioni opposte. Di conseguenza Aldebaran è leggermente più lontana dal centro galattico di quanto non sia il Sole. Una latitudine galattica di poco più di 20° significa che Aldebaran si trova poco più a nord rispetto al piano su cui sono posti il Sole e il centro galattico.
Le due stelle più vicine ad Aldebaran sono due stelle rosse di sequenza principale. Si tratta di VA 366, una stella di classe spettrale M0 V, distante 4,4 anni luce da Aldebaran e di magnitudine apparente 12,38 e di Ross 388, una stella di classe spettrale M3 V, distante 9,1 anni luce da Aldebaran e di magnitudine apparente 12,48. Per trovare una stella delle dimensioni del Sole bisogna allontanarsi circa 12 anni luce da Aldebaran, ove si trova LTT 11292, una stella gialla di sequenza principale di classe spettrale G7 V e di magnitudine apparente 6,8.

## Luminosità comparata nel tempo
La velocità radiale di Aldebaran è +54,11 km/s. Ciò significa che si sta allontanando da noi a una velocità superiore a quella di tutte le altre stelle di prima magnitudine. Delle 300 stelle più luminose della volta celeste solo tre hanno una velocità radiale positiva superiore a quella di Aldebaran. Ne segue che in tempi passati Aldebaran, essendo più vicina alla Terra, appariva più luminosa di quanto non appaia adesso. In particolare, nel periodo che intercorre fra 420.000 e 210.000 anni fa, Aldebaran è stata la stella più luminosa del cielo notturno, prima di essere superata da Capella. Il picco di luminosità è stato raggiunto 320.000 anni fa, quando Aldebaran è passata nel punto più vicino a noi, a circa 21,5 anni luce dalla Terra. La sua magnitudine apparente era allora -1,54 e quindi essa appariva più luminosa di quanto Sirio, la stella attualmente più brillante della volta celeste, non appaia ora. Tuttavia, poiché Sirio si sta avvicinando alla Terra, è destinata ad aumentare la propria luminosità apparente nei prossimi millenni e raggiungerà magnitudine -1,66 fra circa 60.000 anni, diventando quindi più brillante di quanto Aldebaran non lo sia mai stata in passato. Quanto ad Aldebaran, la sua luminosità apparente è invece destinata a declinare ulteriormente nelle prossime migliaia di anni.
Circa 400.000 anni fa, quando Aldebaran appariva una stella molto più brillante di quanto non sia ora, appariva anche molto meno separata da quanto non lo sia attualmente da Capella. Poiché anche Capella era allora più luminosa di quanto non sia ora, si trattava di una coppia di stelle molto vicine e molto luminose. A causa della precessione degli equinozi, la coppia ha anche marcato per un certo periodo il polo nord celeste.

## Caratteristiche fisiche

### Distanza
La nuova riduzione dei dati astrometrici del telescopio spaziale Hipparcos ha portato a un nuovo calcolo della parallasse di Aldebaran, che è risultata essere 48,94 ± 0,77 mas. Pertanto la distanza di Aldebaran dalla Terra è pari a 1/0,04894 pc, ossia 20,433 pc, equivalenti a 66,64 anni luce.

### Classificazione e temperatura superficiale
Aldebaran è classificata nella classe spettrale K5 III. La classe K raduna le stelle di colore arancione, a causa di una temperatura superficiale inferiore di quella del Sole. Le 20 misurazioni della temperatura superficiale riportate dal sito SIMBAD, effettuate dal 1957 al 2009, variano da 3.733 K a 4.131 K. La media delle misurazioni è 3.913 K. Si può confrontare questo valore con quello della temperatura superficiale del Sole, che è circa 5.800 K, cioè quasi 2.000 K più elevato.
La classe di luminosità III raccoglie invece le stelle giganti, cioè stelle di massa media o piccola aventi un avanzato stato evolutivo, che hanno ormai abbandonato la sequenza principale.

### Raggio
Aldebaran è forse la stella il cui raggio è stato maggiormente misurato e studiato. Questa dovizia di misurazioni è determinata da tre caratteristiche combinate: grandi dimensioni, relativa vicinanza della stella alla Terra e occultazioni lunari. Tutti questi fattori facilitano la misura del raggio; in particolare l'occultazione lunare può essere sfruttata nel calcolo del raggio misurando il tempo impiegato dalla Luna ad occultare completamente la stella, cioè il tempo che trascorre dal principio dell'occultazione, quando la Luna comincia a coprire la stella, alla sua fine, quando la stella non è più visibile. Nonostante questa abbondanza di misurazioni, i diversi studi presentano ancora parecchie differenze nei risultati.
Richichi & Percheron (2002) riportano nel loro database 46 misurazioni indipendenti del diametro di Aldebaran ottenute con il metodo dell'occultazione lunare, 7 misurazioni ottenute con tecniche interferometriche e 3 con metodi di misurazione indiretta, per un totale di 56 misurazioni. Se si considerano le misurazioni con un margine di errore più basso, cioè inferiore a 0,4 mas, restano 17 risultati, la cui media è 19,87 ± 0,05 mas. Precedentemente, anche Evans et al. (1980) riportano una serie di misurazioni del diametro della stella ottenute con la tecnica dell'occultazione lunare; alcune di esse sono state effettuate dagli stessi autori, altre sono state prese da altre pubblicazioni. La media delle misurazioni riportate da questo articolo è 19,9 ± 0,3 mas in buon accordo con quanto riportato da Richichi & Percheron (2002). Ridgway et al. (1982) riportano invece una serie di misurazioni proprie e derivanti da altri studi, anch'esse basate sulla tecnica dell'occultazione lunare, la cui media è 20,88 ± 0,10 mas. Infine, White & Kreidl (1984) riportano misurazioni proprie e di altri, ottenute anch'esse sulla base di occultazioni, la cui media è 20,45 ± 0,46 mas. Richichi & Roccatagliata (2005) ipotizzano che questa disparità fra i risultati, soprattutto fra quelli ottenuti tramite il metodo della occultazione lunare, sia dovuta al fatto che i vari studi non hanno tenuto conto del fenomeno della scintillazione che tende a far sovrastimare il diametro di una stella quando si misura il tempo necessario perché l'occultazione da parte di un altro corpo sia completa.
Il più importante studio dedicato alla misura del raggio di Aldebaran è probabilmente Richichi & Roccatagliata (2005), che combina risultati ottenuti tramite il metodo dell'occultazione a risultati ottenuti tramite misurazioni interferometriche mediante lo strumento VINCI del Very Large Telescope. La misura media ottenuta tramite le occultazioni lunari da parte dei due studiosi è 19,95 ± 0,03 mas, mentre quella ottenuta tramite l'interferometro è 19,98 ± 0,05 mas. Essi adottano quindi un valore medio ponderato fra le due di 19,96 ± 0,03 mas, che diventano 20,58 ± 0,03 mas, quando sia stata operata una opportuna correzione per tenere conto dell'oscuramento al bordo. Si tratta probabilmente della migliore stima del diametro della stella a nostra disposizione.
Alla distanza calcolata da Hipparcos di 66,64 anni luce, il diametro angolare misurato da Richichi & Roccatagliata (2005) corrisponde a un raggio di 30,56 milioni di km, equivalenti a 43,9 R⊙. Se Aldebaran fosse al posto del Sole, occuperebbe metà dell'orbita di Mercurio e apparirebbe dalla Terra come un disco di 20° di diametro.

Confronto tra le dimensioni di Aldebaran e quelle del Sole.

### Luminosità e massa
La grande superficie radiante di Aldebaran la rende un oggetto molto luminoso, nonostante la sua temperatura superficiale non sia molto elevata. Dalla distanza di questa stella e dalla sua magnitudine apparente si ricava una magnitudine assoluta di -2,04 ± 0,06. Tenendo conto che il Sole ha una magnitudine assoluta di 4,75, ciò significa che Aldebaran ha una luminosità di 518 ± 32 L☉.
La determinazione delle masse delle stelle giganti non è mai facile. Infatti, mentre per le stelle di sequenza principale esistono rapporti definiti fra massa e luminosità, la luminosità delle stelle giganti cambia di molto nel tempo a seconda del loro stadio evolutivo: quindi, a meno che questo non sia conosciuto con precisione, non sarà possibile dedurre la massa dalla luminosità. Esiste tuttavia un altro metodo per cercare di calcolare la massa delle stelle di questa classe: è infatti ricavabile conoscendo il raggio e l'accelerazione di gravità (g) sulla superficie. Il rapporto fra atomi ionizzati e atomi neutri dello stesso elemento nell'atmosfera di una stella è sensibile all'accelerazione di gravità; pertanto il rapporto fra ioni e atomi neutri può essere sfruttato per calcolare l'accelerazione di gravità e, di conseguenza, la massa di una stella. Tuttavia in ambienti a bassa accelerazione di gravità, quale è quello di una stella gigante, il valore dell'accelerazione diventa molto sensibile a quello della temperatura superficiale adottata. Quindi piccoli errori nella stima della temperatura superficiale possono portare a valori di accelerazione non corretti. Il valore dell'accelerazione di gravità superficiale di Aldebaran è pertanto conosciuto con margini di errore molti alti. Assumendo un raggio di 29,3 milioni di km e una gravità superficiale di log g = 1,59, Hatzes & Cochran (1993) deducono una massa di 2,5 M☉. Tuttavia, El Eid (1994), basandosi su una differente misura di log g = 1,41 della gravità superficiale tratta da Harris & Lambert (1983), deduce una massa di 1,5 M☉. Questa misura sembra essere confermata dal rapporto fra le abbondanze di 16O e 17O in Aldebaran: tale rapporto infatti pare in generale essere dipendente dalla massa stellare e dallo stato evolutivo della stella. Infine, Robinson et. al. (1998), basandosi non sulla gravità superficiale della stella, ma sulle tracce evolutive nel diagramma H-R di stelle di diversa massa proposte da McWilliam (1990), deducono una massa di 2 M☉, considerata però sovradimensionata in base agli studi successivi. Nel 2015 Hatzes et al. confermarono l'esistenza di un gigante gassoso ipotizzato negli anni novanta in orbita attorno ad Aldebaran, e nel 2018 W. M. Farr et al., sempre tramite l'analisi delle variazioni della velocità radiale della stella, non solo confermarono l'esistenza del pianeta, come Hatzes et al., ma affermarono che il pianeta è rimasto per miliardi di anni nella zona abitabile di Aldebaran, prima che essa terminasse l'idrogeno interno e diventasse una gigante. La massa della stella, stimata da Farr in 1,16±0,7 M⊙, non è così dissimile da quella del Sole, e molto simile a quella di un'altra brillante gigante arancione, Arturo.
L'incertezza che avvolge la determinazione della massa di Aldebaran si ripercuote anche sulle nostre conoscenze circa l'età e lo stato evolutivo della stella. Poiché la permanenza di una stella all'interno della sequenza principale dipende in gran parte dalla sua massa, non è possibile determinare con precisione l'età di Aldebaran. Non è inoltre chiaro se la stella si trovi ancora nel ramo delle giganti rosse o se sia invece già entrata nel ramo asintotico delle giganti, se cioè stia fondendo l'idrogeno intorno a un nucleo inerte di elio, o se invece si sia già innescata la fusione dell'elio all'interno del nucleo della stella. L'età di Aldebaran, viste le ultime stime sulla massa, sembra comunque superiore ai 6 miliardi di anni.

### Periodo di rotazione e oggetto substellare
La velocità di rotazione delle stelle giganti e supergiganti è notoriamente molto difficile da calcolare. Infatti le stelle di questo tipo uniscono a una velocità di rotazione ridotta macroturbolenze accentuate della loro superficie; pertanto è molto difficile distinguere i movimenti del gas dovuti effettivamente alla rotazione stellare da quelli imputabili alle macroturbolenze superficiali. Hatzes & Cochran (1993) calcolano una velocità di rotazione all'equatore di Alfa Tauri compresa fra 2,5 e 4,0 km/s. Questo dato è in buon accordo con una misura precedente di 3,3 ± 0,5 km/s risalente al 1979. Data la misura del raggio, Hatzes & Cochran (1993) ne deducono che il periodo di rotazione di Aldebaran è compreso fra 600 e 1.400 giorni. Periodi di rotazione così lunghi non sono affatto insoliti in una stella gigante in quanto, per la legge di conservazione del momento angolare, aumentando il raggio della stella, la velocità di rotazione diminuisce e quindi essa perde velocità angolare nell'abbandonare la sequenza principale. Una misurazione successiva, risalente al 2008, ha dato un valore di 4,3 km/s, non troppo lontano da quello misurato da Hatzes & Cochran (1993).

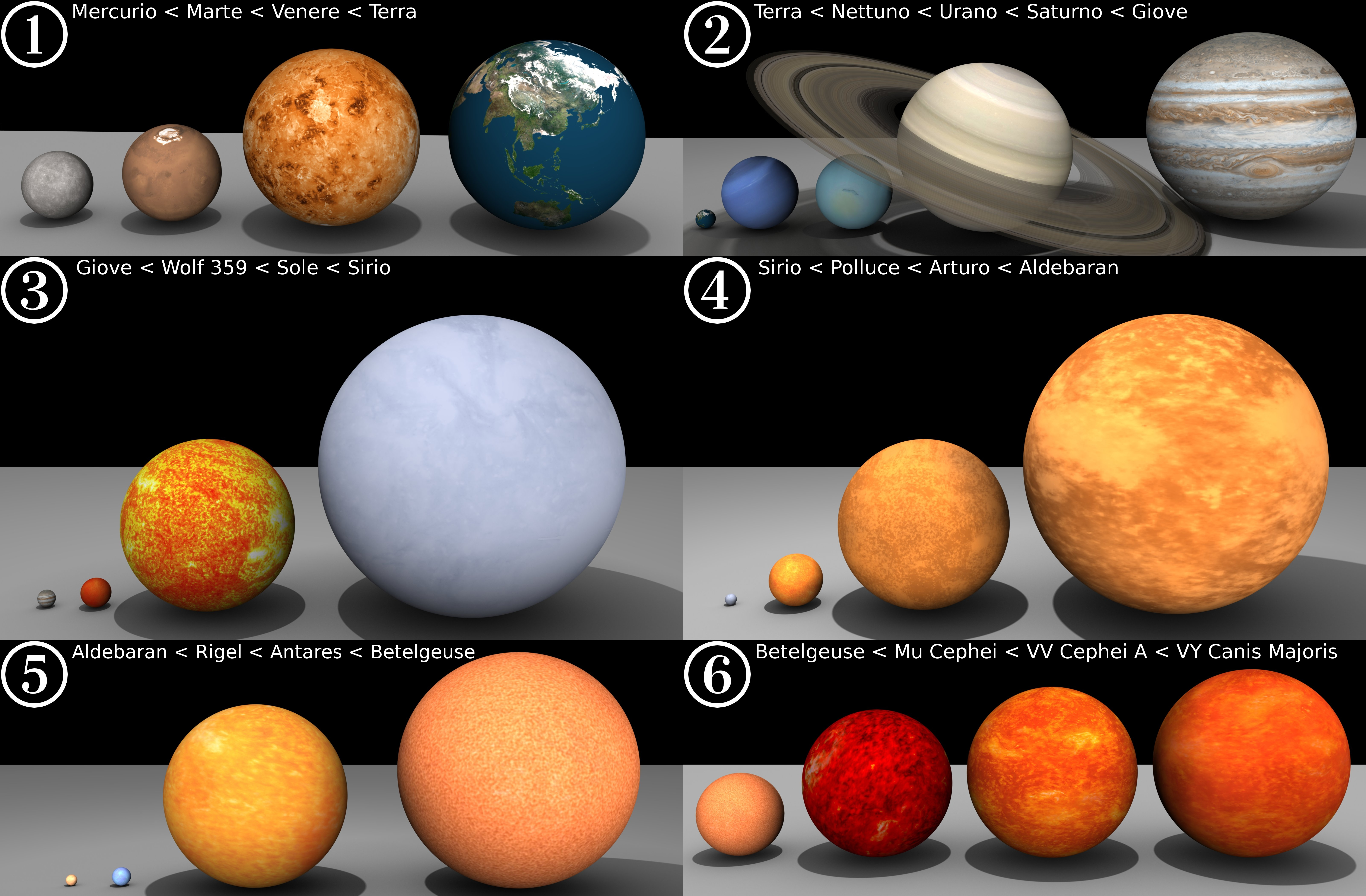
Confronto fra le dimensioni di Aldebaran (l'ultima a figura 4) e quelle di altre stelle e pianeti.

Vi sono tuttavia altri metodi per cercare di calcolare il periodo di rotazione. Si possono per esempio sfruttare delle irregolarità della superficie della stella (ad esempio, macchie o faculae): il periodo fra una loro comparsa e la successiva coincide con quello di rotazione. Hatzes & Cochran (1993) hanno individuato un'oscillazione periodica di 643 giorni nella velocità radiale di Aldebaran. Le cause possibili di queste oscillazioni sono tre:
1. La presenza di un compagno substellare. Per produrre le oscillazioni osservate la massa di questo ipotetico compagno deve essere pari a 11,4 volte quella di Giove.[45] Inoltre, esso deve avere una separazione dalla stella centrale di 2 unità astronomiche e un'orbita mediamente eccentrica. Poiché oscillazioni simili sono state individuate in Arturo e Polluce, questa ipotesi ha il difetto di prevedere la presenza di pianeti con masse simili e orbite simili intorno alle tre giganti in questione, il che non sembra probabile.
2. La presenza di pulsazioni. Sembrerebbe si possa escludere la presenza di pulsazioni radiali poiché dovrebbero essere pari al 10% del raggio stellare per essere compatibili con le variazioni della velocità radiale rilevate. Pulsazioni così importanti dovrebbero avere un riscontro fotometrico in quanto implicherebbero una variazione di temperatura superficiale e quindi di brillantezza della stella. Tuttavia, anche se Aldebaran fosse leggermente variabile, come alcuni studi paiono suggerire, non lo sarebbe abbastanza per confermare la presenza di variazioni così massicce. Rimane quindi in campo l'ipotesi che siano presenti pulsazioni non radiali.
3. La presenza di macchie, faculae o altre irregolarità superficiali. Se questa ipotesi fosse corretta, Aldebaran avrebbe un periodo di rotazione di 643 giorni, del tutto compatibile al dato derivato dalla misura della velocità di rotazione.

La terza ipotesi, che appariva come la più promettente, non aveva inizialmente trovato conferma in un successivo studio: Hatzes & Cochran (1998) studiarono il profilo delle linee di Aldebaran concludendo che la variabilità non può essere dovuta a irregolarità superficiali, che dovrebbero provocare una deformazione delle linee che in realtà non si presenta. Sul campo rimangono quindi due possibili spiegazioni delle oscillazioni osservate: o la presenza di un compagno substellare, oppure la presenza di pulsazioni non radiali, abbastanza comuni nelle stelle giganti. In un nuovo studio del 2008 Hatzes riafferma che la causa più probabile della variazione della velocità radiale di Aldebaran sia la presenza di un compagno planetario: infatti da variazioni nella larghezza della linea Hα dell'idrogeno desume che il periodo di rotazione della stella sia 892 giorni e che quindi la variazione di 643 giorni non può essere dovuta alla rotazione stellare; inoltre da variazioni fotometriche rilevate mediante il telescopio MOST deduce che Aldebaran pulsa con un periodo di 5,8 giorni e che quindi il periodo di 643 giorni non può essere dovuto a pulsazioni stellari. Rimaneva quindi sul campo l'ipotesi di un compagno substellare della massa minima di 9,5 MJ. Nel 2015 Hatzes et al. confermano che le variazioni della velocità radiale avvengano per la presenza di un pianeta gigante, ipotesi poi avallata anche da Farr et al. nel 2018.

### Metallicità

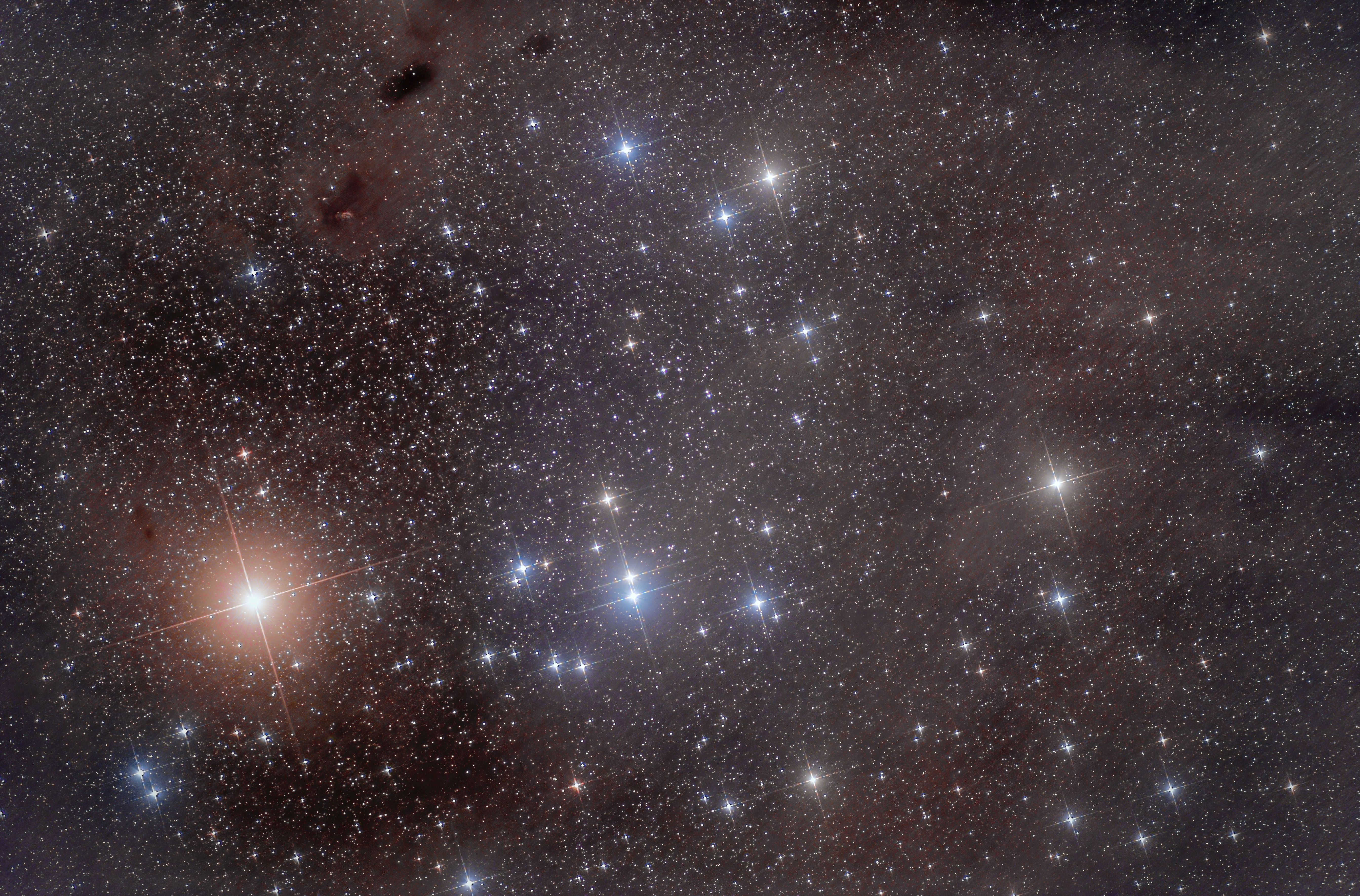
Aldebaran, la stella arancione luminosa della fotografia, appare circondata da alcune delle stelle appartenenti all'ammasso delle Iadi. In realtà Aldebaran è sovraimposta alle stelle dell'ammasso, che sono molto più lontane di essa rispetto a noi.

Le misurazioni della metallicità di Aldebaran riportate dal sito SIMBAD variano da {\displaystyle {\begin{smallmatrix}\left[{\frac {Fe}{H}}\right]\;=\;-0,34\end{smallmatrix}}} a {\displaystyle {\begin{smallmatrix}\left[{\frac {Fe}{H}}\right]\;=\;0,00\end{smallmatrix}}}. Tale notazione è definita come il logaritmo della quantità di ferro (Fe) rispetto all'idrogeno (H), diminuita del logaritmo della metallicità del Sole: così, se la metallicità della stella presa in esame è pari a quella solare, il risultato sarà pari a zero. Ne segue che le misurazioni riportate stimano che la metallicità di Aldebaran sia compresa fra il 45% e il 100% di quella solare. La media delle misurazioni è {\displaystyle {\begin{smallmatrix}\left[{\frac {Fe}{H}}\right]\;=\;-0,16\end{smallmatrix}}}, che equivale a una abbondanza di metalli corrispondente a 69% di quella solare. Una delle misurazioni compiute con strumenti più aggiornati è quella di Massarotti et al. (2008), che riportano un valore di -0,34. Se ciò fosse corretto, Aldebaran sarebbe una stella relativamente povera di metalli.

### Variabilità
Secondo il General Catalogue of Variable Stars Aldebaran sarebbe una stella di ridotta variabilità; in particolare, sarebbe una variabile irregolare lenta del tipo LB, che oscilla di 0,2 magnitudini apparenti, da magnitudine 0,75 a magnitudine 0,95. Tuttavia Krisciunas (1992) riporta una serie di osservazioni astrometriche della stella, compiute fra il 1987 e il 1992, da cui risulterebbe che Aldebaran è variata di sole 0,028 magnitudini. Una variazione così piccola è compatibile con l'incertezza di misura dello strumento e quindi con il fatto che Aldebaran non sia affatto una stella variabile.

### Cromosfera e vento stellare

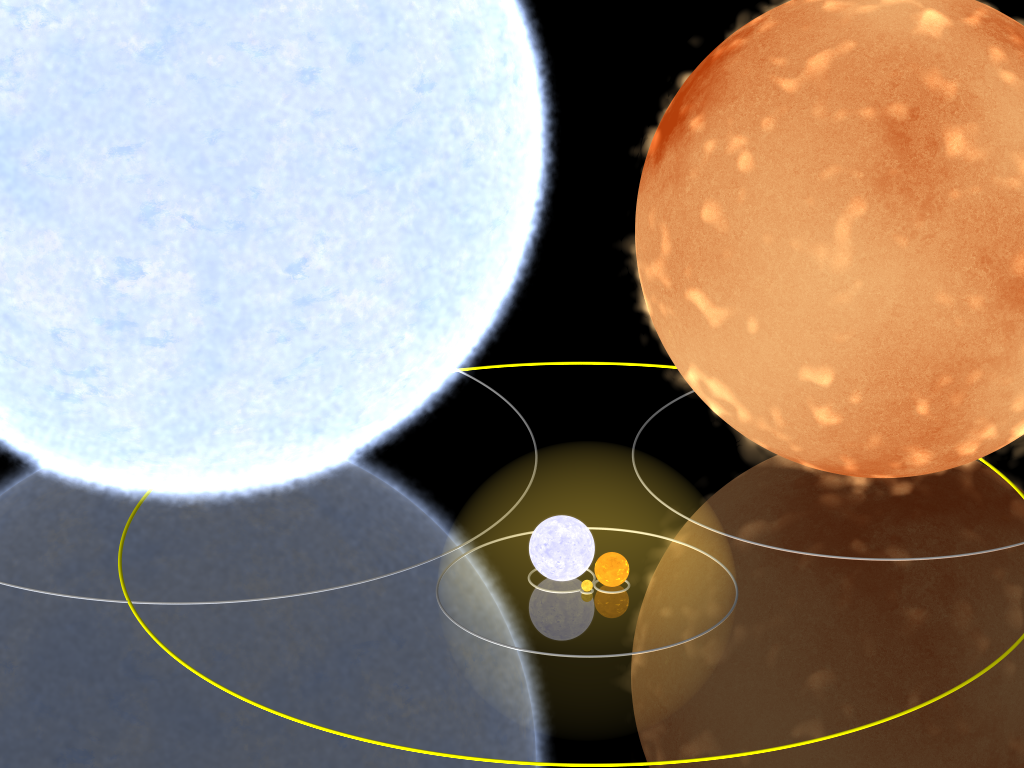
Un altro confronto di dimensioni. In alto, le due stelle più grandi sono Rigel, a sinistra, e Aldebaran, a destra. Al centro, le tre stelle più piccole sono in ordine di grandezza Bellatrix, Algol B e il Sole.

Le stelle giganti possono essere divise in due grandi classi in ragione della loro classe spettrale. Le stelle precedenti alla classe K1-2 sono caratterizzate da venti stellari relativamente rapidi (150 km/s o più) e dalla presenza di una corona nella quale il plasma raggiunge temperature molto elevate. Viceversa le stelle successive alla classe K1-2 sono caratterizzate da venti stellari relativamente lenti (meno di 30 km/s), dall'assenza di una corona e da atmosfere relativamente fredde (< 10.000 K). Avendo classe spettrale K5, Aldebaran appartiene alla seconda di queste sottoclassi: essa quindi è una stella gigante non coronale, caratterizzata da un vento stellare relativamente lento (27–30 km/s), che produce una perdita di massa da parte dell'astro nell'ordine di 1 - 1,6 × 10−11 M☉ all'anno (circa 600 volte la perdita di massa del Sole in un anno dovuta al vento solare).
Tuttavia alcune osservazioni compiute mediante lo spettrografo del telescopio spaziale Hubble hanno rilevato la presenza di ioni di C IV e Mg II, che compaiono solo ad alte temperature. Inoltre l'emissione di radiazione ultravioletta dalla cromosfera della stella si è rivelata maggiore di quanto non ci si aspettasse. Tutto ciò implica la presenza nell'atmosfera di Aldebaran di plasma molto caldo. Vista l'assenza di una corona, questo dato non era atteso. È stata avanzata l'ipotesi che il meccanismo che produce l'innalzamento di temperatura di regioni di gas della cromosfera sia solo in parte collegato con quello che produce il vento stellare: l'energia che scalda la cromosfera e produce il vento stellare viene fatta risalire a onde presenti nel gas, causate da pulsazioni e/o moti convettivi della sottostante fotosfera. Tuttavia le onde ad alta frequenza si spengono nella cromosfera riscaldandola mentre quelle a bassa frequenza vi passano attraverso e accelerano il vento stellare.
Poiché la presenza di plasma molto caldo nella cromosfera non sembra essere una peculiarità di Aldebaran, ma una caratteristica comune alle giganti non coronali, ciò suggerisce che la distinzione fra giganti coronali e non coronali sia meno netta di quanto non si sia pensato inizialmente. Si è avanzata l'ipotesi che, piuttosto che una distinzione ben definita, esista un continuum fra le giganti coronali e quelle non coronali.

## Sistema planetario
La notizia di un probabile esopianeta attorno ad Aldebaran fu inizialmente suggerita per la prima volta nel 1993 da Hatzes e Cochran, quando misurazioni della velocità radiale di Aldebaran, Arturo e Polluce mostrarono una variazione a lungo periodo, che poteva essere causata dalla presenza di un compagno substellare. Le misure effettuate su Aldebaran implicavano un compagno con una massa minima di 11,4 volte quella di Giove in un'orbita con periodo di 643 giorni a una distanza media di 2 UA. Tuttavia, tutte e tre le stelle esaminate mostravano oscillazioni simili, e gli autori dello studio conclusero che le variazioni erano probabilmente causate da caratteristiche intrinseche della stella piuttosto che dovuta all'effetto gravitazionale di un compagno. Nel 2015 uno studio dello stesso Hatzes ha mostrato prove della presenza sia di un compagno planetario sia di un'attività stellare propria della stella, come confermato anche nel 2018 da Farr et al. Nel 2019 un altro studio di Katja Reichert et al. non ha trovato prove della presenza di un pianeta con un periodo di 629 giorni.
Sotto, un prospetto del sistema di Aldebaran:
| Pianeta        | Tipo            | Massa        | Periodo orb. | Sem. maggiore  | Eccentricità |
| -------------- | --------------- | ------------ | ------------ | -------------- | ------------ |
| b (contestato) | Gigante gassoso | 5,8 ± 0,7 MJ | 629 giorni   | 1,46 ± 0,27 UA | 0,1          |

## Compagne ottiche
Cinque deboli stelle appaiono abbastanza vicine al campo visivo di Aldebaran per considerarle un'associazione di binarie ottiche. A queste stelle è stata data una designazione di stella secondaria ordinata alfabeticamente, all'incirca nell'ordine della scoperta, con la lettera A riservata alla primaria. Le caratteristiche principali di queste doppie ottiche sono riportate nella tabella.
| α Tau | Magnitudine apparente | Separazione angolare (") | Angolo (°) | Anno | Parallasse (mas) | Note          |
| ----- | --------------------- | ------------------------ | ---------- | ---- | ---------------- | ------------- |
| B     | 13.60                 | 31.30                    | 113        | 2007 | 47,3417±0,1055   | [ 61 ] [ 62 ] |
| C     | 11.30                 | 129.50                   | 32         | 2011 | 19,1267±0,4274   | [ 63 ] [ 64 ] |
| D     | 13.70                 | —                        | —          | —    | —                | [ 63 ] [ 65 ] |
| E     | 12.00                 | 36.10                    | 323        | 2000 |                  | [ 66 ]        |
| F     | 13.60                 | 255.70                   | 121        | 2000 | 0,1626±0,0369    | [ 67 ]        |

Alcune osservazioni, come quelle del satellite Gaia, hanno indicato che Alpha Tauri B ha all'incirca lo stesso moto proprio e la stessa parallasse di Aldebaran e costituire così una binaria fisica. Misure precise sono tuttavia abbastanza difficili perché la debole componente B si trova troppo vicina alla brillante compagna,. La componente B è una debole nana rossa di tipo M2 con una massa di 0,2 M⊙, che se effettivamente è legata gravitazionalmente ad Aldebaran, si trova posta a 640 unità astronomiche dalla principale. Data la sua classe spettrale, dovrebbe avere un raggio di 0,36 R☉ e una luminosità di 0,0014 L☉.
Alpha Tauri CD è quasi sicuramente un sistema binario con le due componenti C e D legate gravitazionalmente tra loro e orbitanti una intorno all'altra. Le due stelle si trovano però molto più lontano di Aldebaran e fanno parte dell'ammasso delle Iadi, che non interagisce in alcun modo con Aldebaran.

## Etimologia e significato culturale

### I nomi di Aldebaran e il loro significato

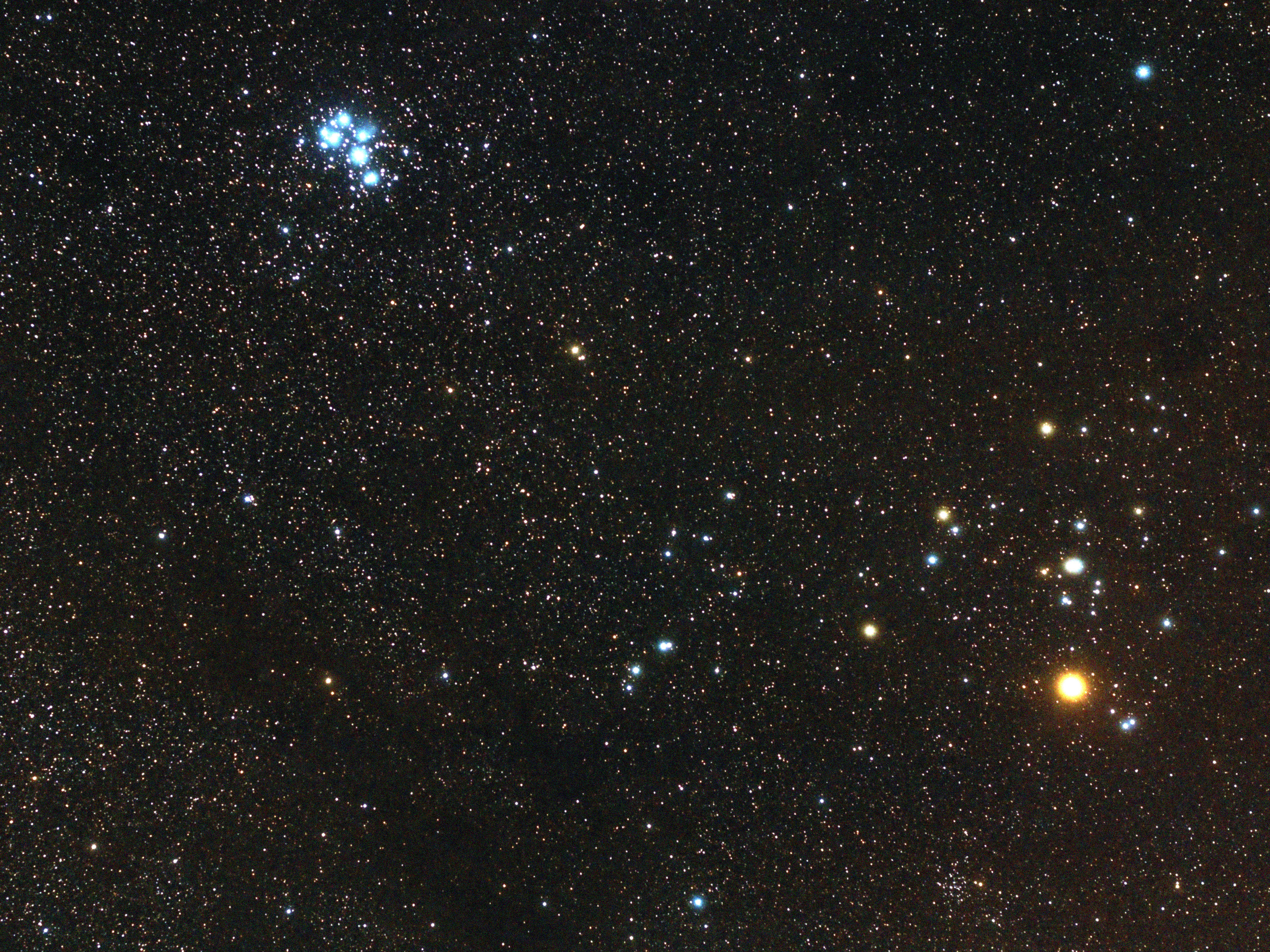
Aldebaran (in basso a destra) e le Pleiadi (in alto a sinistra).

Il nome della stella deriva dall'arabo الدبران‎, al-Dabarān, che significa "l'inseguitore", in riferimento al fatto che essa sorge dopo le Pleiadi e quindi sembra inseguirle. Inizialmente il nome era stato attribuito all'intero ammasso delle Iadi, sicché Aldebaran veniva chiamata Nā᾽ir al Dabarān, "la brillante degli Inseguitori", ma poi il suo uso fu ristretto alla sola stella.
Le popolazioni indigene dell'Arabia chiamavano Aldebaran Al Fanīḳ, "il cammello stallone", o Al Fatīḳ, "il cammello grasso", o anche Al Muḥdij, "la cammella", essendo invece le Iadi "i piccoli cammelli". Altri nomi erano Tāli al Najm e Hādī al Najm, che significano "stella dominatrice", probabilmente anche in questo caso in riferimento alle Pleiadi.
Per gli astronomi indù Aldebaran era Rohinī, che significa "cervo rosso", in riferimento al suo colore arancione. Essa marcava uno dei 27 nakshatra in cui era divisa la volta celeste nell'antica India.
A causa della precessione degli equinozi, fra il 4000 a.C. e il 1700 a.C. il Sole si trovava nella costellazione del Toro durante l'equinozio di primavera, che segnava l'inizio dell'anno. Per questo Aldebaran rivestiva una importanza particolare per le popolazioni mesopotamiche. In Persia 5000 anni fa era chiamata Taschter, che significa "lo Spirito creatore", che causava piogge e il diluvio, o Sataves, che significa "la guida delle stelle occidentali". Per la stessa ragione, presso gli ebrei, era Āleph, l'occhio divino, la prima lettera dell'alfabeto. Nell'astronomia babilonese era chiamata, Ku, I-ku o I‑ku‑u, "la stella guida di tutte le stelle", e, più anticamente, presso gli accadici era chiamata Dil‑Gan, "la messaggera della luce".
Presso gli antichi romani Aldebaran era chiamata Parilicium, insieme al gruppo delle Iadi, in riferimento ai Parilia, un'antichissima festa pastorale della religione romana che si celebrava il 21 aprile in onore del numen Pale, a volte descritto come semplice genio, a volte come divinità femminile. Aldebaran veniva associata a questa festa in quanto verso la fine di aprile Aldebaran tramonta al crepuscolo.

### Nella cultura

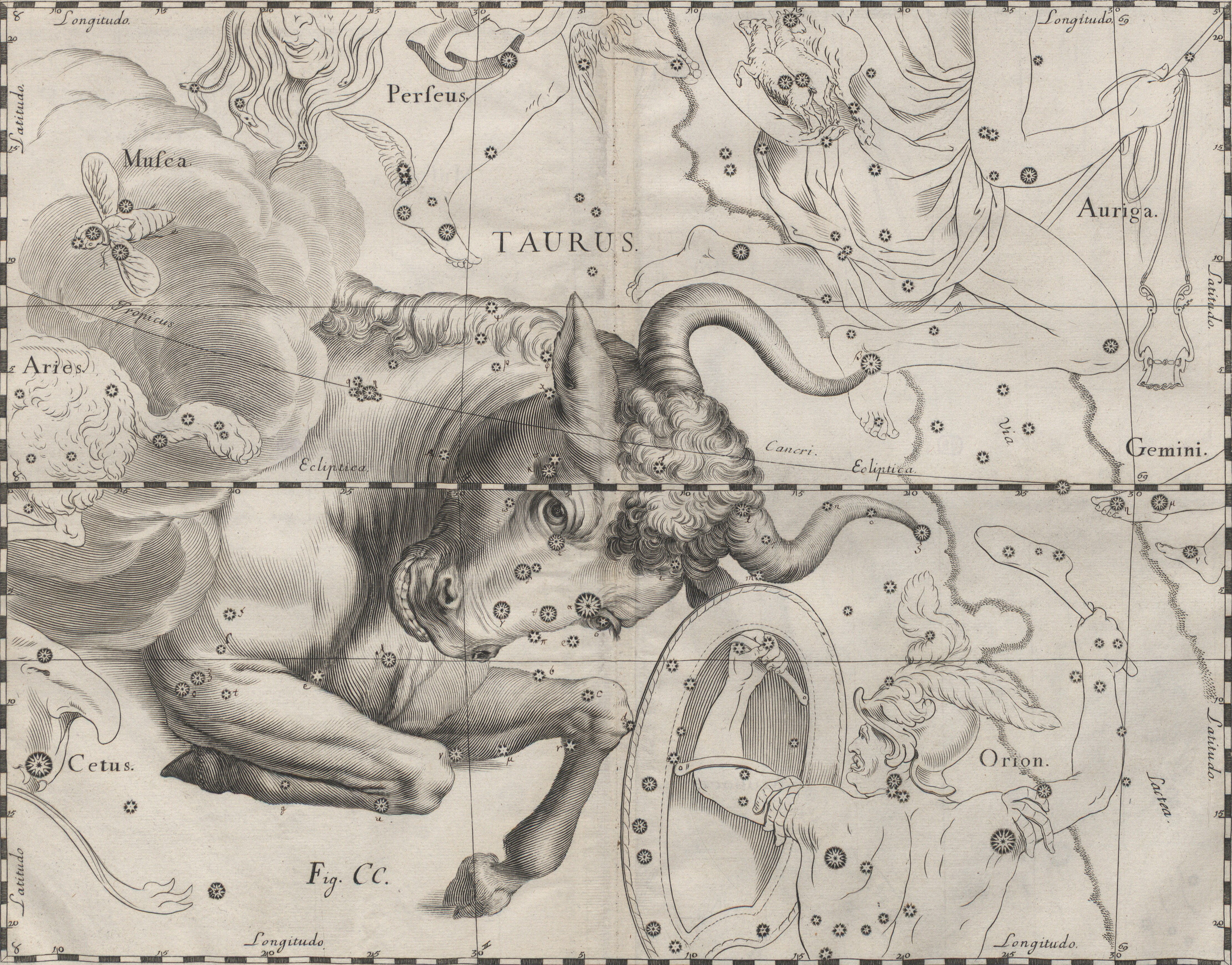
Illustrazione della costellazione del Toro che carica Orione. Aldebaran è posta in corrispondenza di uno dei suoi occhi.

Molti dei significati culturali che Aldebaran ha assunto sono da essa condivisi con la costellazione a cui appartiene e con l'ammasso delle Iadi. Probabilmente quella del Toro è una delle costellazioni più antiche, dato che, come si è detto,  marcava l'equinozio primaverile. Il Toro è stato identificato nella mitologia greca con quello in cui Zeus si trasformò per rapire Europa. Inoltre viene immaginato caricare nel cielo il gigante Orione: Aldebaran, dato il suo colore arancio, viene identificata con l'occhio iniettato di sangue del toro sbuffante, lanciato alla carica.
Le Iadi erano ninfe dei boschi, delle fonti e delle paludi, e, difatti, il loro nome significa "piovose". Erano immaginate piangere la morte del loro fratello Ia, e le loro lacrime erano identificate con la pioggia. Questa associazione di Aldebaran e delle altre Iadi con la pioggia deriva forse dal fatto che in Grecia le stagioni più piovose sono quella primaverile, quando le Iadi tramontano al crepuscolo, e quella autunnale, quando le Iadi sorgono al crepuscolo.
Nell'antica Persia, Aldebaran era una quelle quattro stelle regali guardiane del cielo, che sovraintendevano alle altre stelle, le altre tre essendo Fomalhaut, Regolo e Antares. Aldebaran era la sentinella delle stelle dell'est, Fomalhaut di quelle del nord, Regolo di quelle del sud e Antares di quelle dell'ovest. Probabilmente, questo riferimento culturale trova origine nel fatto che fra il 3000 e il 2000 a.C. queste quattro stelle marcavano i due solstizi e i due equinozi e quindi dividevano il cielo in quattro parti. Le quattro stelle furono poi identificate con i quattro arcangeli: Aldebaran con Michele, Fomalhaut con Gabriele, Regolo con Raffaele e Antares con Uriel. Altre associazioni sono quelle con i quattro cavalieri dell'Apocalisse o con i cavalli che trainavano i carri citati nel libro di Zaccaria.
I polinesiani di Manuae, Isole Cook, raccontano che le Pleiadi erano inizialmente una sola stella, di gran lunga la più brillante del cielo. Si vantava della propria bellezza e ciò indispettì il dio Tana, che, per punire la stella, chiese l'aiuto di Mere (Sirio) e Aumea (Aldebaran). Mere lanciò Aumea contro di essa così violentemente che la frantumò in sei pezzi generando le Pleiadi. Tana fu contento del risultato, così come Mere, che diventò così la stella più brillante del cielo, e Aumea, che non vedeva più la sua luce oscurata dalla brillante vicina.
Astrologicamente, Aldebaran porta onori, intelligenza, eloquenza, decisione, coraggio, ferocia, pubblici onori, ricchezze, potere e posizioni di responsabilità, ma si crede che questi benefici non siano durevoli e che siano spesso associati a una tendenza alla violenza.

### Citazioni nella fiction
- Aldebaran è il sistema stellare in cui è ambientato il Gioco di ruolo Online Aldebar.[72]
- Aldebaran è uno dei demoni citati dal Libro di Enoch.
- Aldebaran è il titolo di una canzone e il nome di un album dei New Trolls.
- Aldebaran è una canzone di Enya.
- Aldebaran è il cavaliere d'oro del Toro ne I Cavalieri dello zodiaco.
- Aldebaran è una città di Ragnarok Online.
- Aldebaran è il nome di uno dei quattro cavalli bianchi che tirano la quadriga nella celebre corsa del kolossal Ben-Hur.
- Aldebaran è un fucile in Final Fantasy XII, dove i fucili hanno tutti nomi di stelle.
- Aldebaran è citata da Paolo Conte, nel brano "Orchestrina" dell'album Nelson.
- Aldebaran è il nome dato ad un Gastrea di livello 4 nel manga Black Bullet.
- Il suo nome ricorda curiosamente il pianeta di Aldeeran presente nella saga di Guerre Stellari
- Aldebaran è il nome di un personaggio nella light novel giapponese Re:Zero. Egli nel corso della narrazione cerca di approcciarsi sempre di più al protagonista Subaru ("Pleiadi" in giapponese), il che rappresenta simbolicamente la percezione culturale che si ha della stella nel "seguire" le Pleiadi nel cielo stellato.
- Aldebaran è stata citata da H.P. Lovecraft nel racconto La Ricorrenza